# Comitato Olimpico dell'Oman
Il Comitato Olimpico dell'Oman (noto anche come عمان اللجنة الأولمبية in arabo) è un'organizzazione sportiva omanita, nata nel 1982 a Ruwi, Oman.
Rappresenta questa nazione presso il Comitato Olimpico Internazionale (CIO) dal 1982 ed ha lo scopo di curare l'organizzazione ed il potenziamento dello sport in Oman e, in particolare, la preparazione degli atleti omani, per consentire loro la partecipazione ai Giochi olimpici. L'associazione è, inoltre, membro del Consiglio Olimpico d'Asia.
L'attuale presidente del comitato è Ali Masoud Al-Sunaidy, mentre la carica di segretario generale è occupata da Hilal Ali Al-Sinani.